# L'ultimo castello
L'ultimo castello (The Last Castle) è un romanzo breve di fantascienza di Jack Vance del 1966, vincitore del Premio Nebula e del Premio Hugo.
Il romanzo è ambientato in un lontano, imprecisato futuro su un pianeta Terra parzialmente ripopolato dopo millenni di abbandono, un gruppo di umani provenienti da alcune lontane colonie hanno dato vita ad una civiltà improntata sullo stile rinascimentale, comodamente rifugiati nei loro castelli, vengono serviti da alieni importati dai loro pianeti originari, l'atmosfera decadente come la Belle Époque è destinata però a non durare per sempre.

## Storia editoriale
Venne pubblicato per la prima volta nella rivista Galaxy nell'aprile 1966 e successivamente inserita all'interno dell'antologia Nebula Award Stories Two l'autore ed editore Algis Budrys definirà l'opera un romanzo eccellente.
In Italia è stato edito in varie traduzioni, la prima volta nel 1975.

## Trama
In un imprecisato e remoto futuro su di un pianeta Terra irriconoscibile si è stabilita una società sofisticata suddivisa in nobili e schiavi.
Poche migliaia di nobili, originari di Altair, vivono in ozio in nove magnifici, tecnologici, castelli circondati dal lusso, alla ricerca della perfezione estetica, bevendo raffinati liquori e disquisendo di questioni formali.
I nobili hanno perso la capacità di affrontare i problemi della vita reale essendo serviti in tutto e per tutto da schiere di servi alieni raccolti qua e là per la Galassia in millenni di viaggi spaziali e disprezzano gli umani che si dedicano a questioni pratiche o, peggio, si dedicano ai lavori manuali.
Tuttavia il fuoco cova sotto la cenere: un'improvvisa e apparentemente inspiegabile rivolta di una delle razze di schiavi, i Mek (caratterizzati da potenti facoltà telepatiche e che fungevano da tecnici per ogni apparato tecnologico), piomba l'intera società nel caos. Non solo i Mek abbandonano contemporaneamente gli umani ma cominciano ad attaccare e a porre sotto assedio un castello dopo l'altro.
Quando, uno dopo l'altro, i castelli cadono, i Mek ne sterminano sistematicamente e senza pietà tutti gli abitanti, umani e non. Tuttavia neppure questa constatazione spinge la maggioranza dei nobili a reagire, in qualche modo ritenendo che il solo fatto di prendere atto di quanto sta succedendo per opera dei loro ex schiavi li ponga al loro livello.
Fortunatamente non tutti i nobili accettano questo fato come inevitabile e anche a costo di porsi ai margini della loro società, alcuni decidono di reagire.
Uno di loro, Xanten di castel Hagedorn, parte con l'aiuto degli Uccelli, una razza di schiavi volanti, alla ricerca di aiuto e di alleati per opporsi ai Mek.
Dopo varie peregrinazioni e dopo aver fatto prigioniero uno dei Mek, Xanten si imbatte in alcuni gruppi di umani che vivono al di fuori dei castelli, i Nomadi - una specie di briganti che vagano per il pianeta derubando i Nobili - e gli Espiazionisti, un gruppo di ex nobili che si sono posti in volontario esilio a causa del loro rifiuto del modo di vivere dei nobili stessi. Finalmente, quando oramai dei nove castelli della Terra, uno solo, castel Hagedorn, ancora resiste all'assedio dei Mek, Xanten convince una parte dei Nomadi, degli Espiazionisti e dei Nobili di castel Hagedorn fuggiti grazie agli Uccelli a unire le loro forze e ad attaccare dall'esterno i Mek che lo stanno assediando.
L'attacco ha successo e i Mek da assedianti si trasformano in assediati: dopo alcuni mesi di lotta finalmente si arrendono accettando di essere rimandati sul loro pianeta di origine, Etamin 9, non prima, tuttavia, di aver ucciso i nobili rimasti nel castello che avevano rifiutato di unirsi a coloro che erano fuggiti.
Dopo la partenza dalla Terra dei Mek, l'Umanità, dopo aver ritrovato l'unità e la dignità nella lotta per la sopravvivenza, decide di instaurare una nuova società sul nostro Pianeta, non più basata sullo sfruttamento degli schiavi ma sull'uguaglianza tra tutti gli esseri umani.